# ノーフォーク伯爵
ノーフォーク伯爵（英語: Earl of Norfolk）は、イングランド貴族の伯爵位。
過去に4回創設されており、現在の第4期のノーフォーク伯爵位はノーフォーク公爵ハワード家によってノーフォーク公爵位の従属爵位として世襲されている。2014年現在のノーフォーク伯爵はエドワード・フィッツアラン＝ハワード（第18代ノーフォーク公爵・第16代ノーフォーク伯爵）である。

## 歴史
第1期のノーフォーク伯爵はラルフ・ド・ガーダー(1040頃–1096頃)が保有したが、反逆によって剥奪されたと見られる。第2期のノーフォーク伯爵は1141年にヒュー・ビゴッド(1095–1177)が叙されたのにはじまり、1306年に5代伯爵ロジャー(-1306)が子供無く死去するまで続いた。
第3期のノーフォーク伯爵はエドワード1世の息子トマス・オブ・ブラザートン(-1338)が1312年に叙されたのにはじまる。この爵位はトマスの娘マーガレット(-1399)に継承され（彼女は後にノーフォーク女公爵にも叙される）、その後彼女の娘エリザベスの子トマス・ド・モウブレー(1365–1399)（後に初代ノーフォーク公爵に叙される）に継承された。彼はヘレフォード公ヘンリー（ヘンリー4世）との決闘騒ぎを起こして1399年にノーフォーク公爵位を剥奪されたが、第4代ノーフォーク伯爵はその息子トマス(1385–1405)が継承した。
トマスもヘンリー4世に反抗して処刑されたが、弟の第5代ノーフォーク伯爵ジョン(1392–1432)が1424年にノーフォーク公爵位復権が認められたことで、以降モウブレー家がノーフォーク公爵位の従属爵位として継承した。第4代ノーフォーク公爵・第7代ノーフォーク伯爵ジョン(1444-1476)の死でノーフォーク公爵位は絶えたが、ノーフォーク伯爵位はジョンの娘でエドワード4世の庶子ヨーク公リチャードと結婚したアン・ド・モウブレー(1472–1481)まで継承されたと見られる。
第4期は第21代アランデル伯爵トマス・ハワード(1585–1646)が1644年に叙されたのに始まる。その孫である第23代アランデル伯爵・第3代ノーフォーク伯爵トマス(1627-1677)が第5代ノーフォーク公爵位に復権したため、以降ノーフォーク伯爵位はノーフォーク公爵位の従属爵位の一つとしてハワード家に世襲される。2014年現在のノーフォーク伯爵はエドワード・フィッツアラン＝ハワード(1956-)（第18代ノーフォーク公爵・第16代ノーフォーク伯爵）である。

## 歴代ノーフォーク伯爵

### ノーフォーク伯爵（及びサフォーク伯爵）第1期
- ラルフ・ド・ガーダー（英語版）（1040年頃 - 1096年頃）（1074年剥奪）

### ノーフォーク伯爵 第2期（1141年）
- ヒュー・ビゴッド (初代ノーフォーク伯爵)（1095年 - 1177年）
- ロジャー・ビゴッド (第2代ノーフォーク伯爵)（- 1221年）
- ヒュー・ビゴッド (第3代ノーフォーク伯爵)（英語版）（- 1225年）
- ロジャー・ビゴッド (第4代ノーフォーク伯爵)（英語版）（- 1270年）
- ロジャー・ビゴッド (第5代ノーフォーク伯爵)（- 1306年）

### ノーフォーク伯爵 第3期（1312年）
- トマス・オブ・ブラザートン (初代ノーフォーク伯爵)（1312年 - 1338年）
- マーガレット (ノーフォーク女公爵・第2代ノーフォーク女伯爵)（1338年 - 1399年）
- トマス・ド・モウブレー (初代ノーフォーク公爵・第3代ノーフォーク伯爵)（1365年 - 1399年）（1399年ノーフォーク公爵剥奪）
- トマス・ド・モウブレー (第4代ノーフォーク伯爵)（1385年 - 1405年）
- ジョン・ド・モウブレー (第2代ノーフォーク公爵・第5代ノーフォーク伯爵)（1392年 - 1432年）（1425年ノーフォーク公爵復権）
- ジョン・ド・モウブレー (第3代ノーフォーク公爵・第6代ノーフォーク伯爵)（1415年 - 1461年）
- ジョン・ド・モウブレー (第4代ノーフォーク公爵・第7代ノーフォーク伯爵)（1444年 - 1476年）（1476年ノーフォーク公爵休止）
- アン・ド・モウブレー (第8代ノーフォーク女伯爵)（1472年 - 1481年）

### ノーフォーク伯爵 第4期（1644年）
- トマス・ハワード (第21代アランデル伯爵・初代ノーフォーク伯爵)（1585年 - 1646年）
- ヘンリー・ハワード (第22代アランデル伯爵・第2代ノーフォーク伯爵)（1608年 - 1652年）
- トマス・ハワード (第5代ノーフォーク公爵・第3代ノーフォーク伯爵)（1627年 - 1677年）（1660年ノーフォーク公爵復権）

以降ノーフォーク公爵位の従属爵位として現在まで続く。2014年現在のノーフォーク伯爵は第18代ノーフォーク公爵エドワード・フィッツアラン＝ハワード（1956年 - ）（ノーフォーク伯爵としては16代）である。